# سعود بن عبد الله آل محمود
سعود بن عبد الله بن زيد آل محمود سياسي ودبلوماسي قطري ولد في الدوحة بتاريخ 01-01-1962م، هو السفير الحالي لدولة قطر لدى كندا أنهى دراسته العليا في المملكة المتحدة، ألتحق بالعمل في وزارة الخارجية عام 2013م، وعمل قبل ذلك في وزارة الداخلية بمكتب وكيل الوزارة ومدير لمنطقة شمال افريقيا والشرق والأسط في (الانتربول)، أكتسب خبرات ومهارات عديدة نظرا لمجال عمله في مجال الأمن القومي من خلال انتسابه في عدد من الدورات العالمية مثل دورة المكتب التحقيقات الجنائية (FBI) بالأضافة لدورات منظمة الانتربول، كما أنه عضو في اللجنة الاستشارية العليا للانتربول وجنوب أفريقيا تمكن بعد ألتحاقه بالعمل في في وزارة الخارجية من الحصول على عدة ترقيات وتحصّل على درجة سفير، فأصبح سفيراً لدولة قطر في عدد من الدول حول العالم.

## المؤهلات العلمية
- شهادة بكالوريوس في إدارة الأعمال من جامعة سياتل باسيفك في الولايات المتحدة الأمريكية عام 1985م.
- الماجستير في الإدارة من جامعة ساوث وسترن في المملكة النتحدة عام 1988م.

### اللغات
العـربـيـة (اللغة الام)، الأنـجـليـزيـة، الفـرنـسـيـة، الـروسـيـة.

## الخبرات العملية
- عمل بمكتب وكيل وزارة الداخلية ومدير عام الأمن العام خلال الفترة 1992-1995م.
- مدير شؤون الأمن بالأدارة العامة للأمن العام خلال الاعوام 1995-1999م.
- تم انتدابه من وزارة الداخلية للعمل بالمنظمة الدولية للشرطة الجنائية (الانتربول) في فرنسا عام 2000م.
- مدير منطقة شمال افريقيا والشرق الأوسط بالمنظمة الدولة ية للشرطة الجنائية (الانتربول) خلال الفترة 2001-2006م.
- سفير دولة قطر لدى الاتحاد الروسي للفترة 2013-2016م.[2]
- سفير دولة قطر لدى جمهورية كندا منذ العام 2018م، وحتى الآن.[3]

## الجوائز وشهادات التقدير
- شهادة تقدير من الأمن العام للانتربول للخدمات المهنية التي قدمها للمنظمة تكريما لجهوده خلال فترة عمله في الشرق الأوسط وشمال افريقيا.
- ميدالية فخرية من جمهورية روسيا الاتحادية.
- شهادة تقدير من البرلمان الروسي.
- وسام جوقة الشرف الفرنسي الممنوح من الرئيس الفرنسي هولاند عام 2014م.[4]